# Dlouhá Brtnice
Dlouhá Brtnice – miejscowość i gmina (obec) w Czechach, w kraju Wysoczyna, w powiecie Igława. W 2022 roku liczyła 374 mieszkańców.